# Qingdao Golf Open
Het Qingdao Golf Open was een golftoernooi van de Europese Challenge Tour. Het werd gespeeld van 11 tot en met 14 september 2008 op de baan van Qingdao Huashan Golf & Resort in Qingdao, China. 
Het prijzengeld was US$ 500.000, ongeveer € 355.000. Gareth Maybin won het toernooi met -19 en kreeg hiervoor € 56.050. In zijn eerste ronde verbeterde hij het baanrecord met een score van 62 (-10). De tweede plaats werd gedeeld door Klas Eriksson, David Horsey, Gary Lockerbie, Richie Ramsay en Roland Steiner, zij maakten allen -13. Beste Nederlander was Inder van Weerelt, hij eindigde met -6 op een gedeeld 26ste plaats. Wil Besseling en Taco Remkes misten de cut. Er was geen Belgische deelnemer.